# Paphiopedilum randsii
Paphiopedilum randsii är en orkidéart som beskrevs av Jack Archie Fowlie. Paphiopedilum randsii ingår i släktet Paphiopedilum och familjen orkidéer. Inga underarter finns listade i Catalogue of Life.